# Mohamed Ould Bilal
Mohamed Ould Bilal (en árabe: محمد ولد بلال; Rosso, 1963) es un político mauritano que se desempeña como el 16º Primer ministro de Mauritania desde el 6 de agosto de 2020. Bilal fue nombrado por el presidente de Mauritania, Mohamed Ould Ghazouani y había reemplazado a Ismail Ould Bedde Ould Cheikh Sidiya, quien renunció con todo su gobierno debido a una investigación sobre presunta corrupción de alto nivel. Antes de su nombramiento se desempeñó como asesor político y dirigió varias agencias estatales.